# Cencenac e Pueideforchas
Cencenac e Puei de Forchas (en francès Sencenac-Puy-de-Fourches) és un municipi francès situat al departament de la Dordonya i a la regió de la Nova Aquitània.

## Demografia
| 1962                                       | 1968 | 1975 | 1982 | 1990 | 1999 | 2007 |
| ------------------------------------------ | ---- | ---- | ---- | ---- | ---- | ---- |
| 207                                        | 221  | 191  | 176  | 180  | 193  | 201  |
| Des de 1962: població sense dobles comptes |      |      |      |      |      |      |

## Administració
| Període   | Identitat             | Partit |
| --------- | --------------------- | ------ |
| 1937-1944 | Antoine Bourland      |        |
| 1944-1967 | Édouard Bardy         |        |
| 1967-2000 | Michel Amblard        |        |
| 2000      | Guy-Robert Duverneuil |        |